# Ursula Elisabeth Metzsch
Ursula Elisabeth Metzsch, gebürtig von Breitenbach (* 18. Mai 1656; † 3. Februar 1686 in Ronneburg) war eine deutsche, geistliche Lyrikerin des Barock.

## Leben
Metzsch war die Tochter von Hans Jobst und Sophia (geb. von Miltitz) von Breitenbach auf Wehlitz und Berg-Eylenburgk.
Bereits mit elf Jahren soll Metzsch ihr Werk verfasst haben. Ihre Begabung blieb nicht unbeachtet. So wurde sie im Jahr 1677 zur Kammerjungfer der beiden jüngsten Prinzessinnen von Christian I. von Sachsen-Merseburg am Schloss Merseburg. Ungefähr ein halbes Jahr – bis zu ihrer Hochzeit mit Metzsch – stand sie in dessen Diensten.
1677 heiratete sie August Friedrich Metzsch, Rat und Amtshauptmann in Ronneburg. Da die Hochzeit in Sachsen stattfand, ist anzunehmen, dass es sich um das thüringische und nicht das hessische Ronneburg handelt.
Gemeinsam hatten sie fünf Kinder: Christian Augustus, Christiana Sophia, Sophia Hedwig, Hans Heinrich und Sophia Maria. Die jüngste Tochter Sophia Maria, die am 4. Dezember 1683 zur Welt kam, verstarb jedoch nach neun Wochen.
In der Trauerschrift von Heinrich Julius Brager wird Metzsch als vorbildliche Christin gelobt. So soll sie etwa nebst der Bibel auch im Besitz einer großen Anzahl an Gebets- und Gesangbücher gewesen sein.
Zum Zeitpunkt ihres Todes am 3. Februar 1686 war sie mit dem sechsten Kind schwanger. Ab Ende des siebten Monats hatte sie mit immer wiederkehrenden Uterusblutungen zu kämpfen. Zunächst konnten diese durch einen Arzt gelindert werden. Doch am Tag ihres Todes trat wiederum eine starke Blutung auf. Durch die anhaltende Erkrankung geschwächt, verstarben sie und ihr ungeborenes Kind.

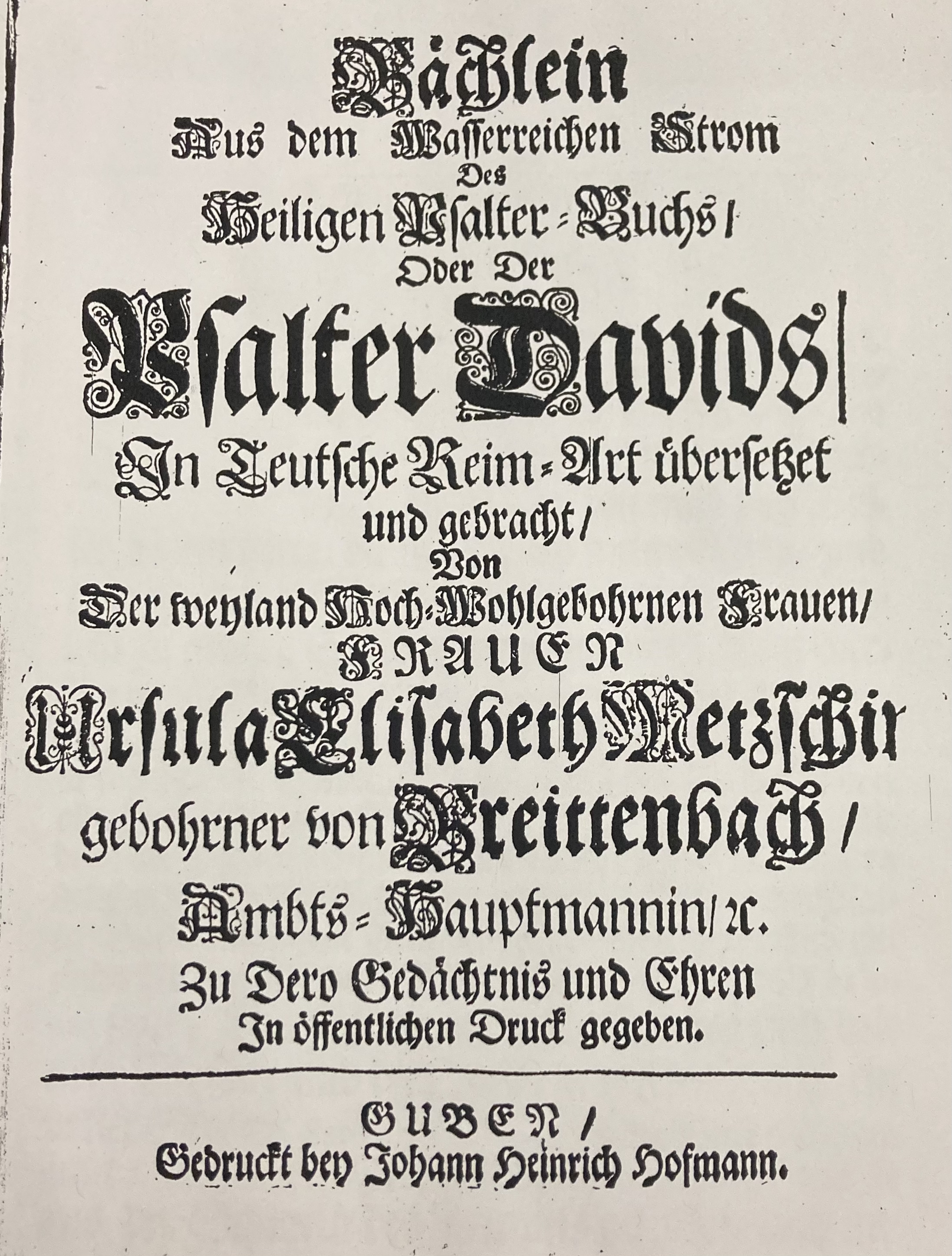
Titelblatt

## Werk
Bereits mit elf Jahren soll Metzsch das alttestamentarische Buch der Psalmen Davids in alexandrinische Verse übertragen haben. Diese wurden erst posthum im Jahre 1708 unter dem Titel Bächlein aus dem Wasserreichen Strom des Heiligen Psalter-Buchs oder Der Psalter Davids In Teutsche Reim-Art übersetzet und gebracht von Pastor Andreas Cleemann in Guben herausgegeben. Das Werk umfasst 251 Seiten und wurde bei Johann Heinrich Hofmann gedruckt.
Auf dem Titelblatt ist vermerkt, dass das Werk zu Metzschs „Gedächtnis und Ehren“ in öffentlichen Druck gegeben wurde.  Zuvor war das Werk in Familienbesitz. Auf Initiative von Metzschs Schwester Margaretha Elisabeth von Houwald und dessen Ehemann Wilibald von Houwald sowie Metzschs Bruder Jobst Haubold von Breitenbach wurde das Werk in den Druck gegeben. Auf diese Weise sollte es einer breiteren Öffentlichkeit bekannt gemacht werden – in der Hoffnung, „dass dadurch auch andere werden gewässert und zu einigen guten Wercken und Christlichen Gedancken fruchtbar gemachet werden“.
Das Werk beginnt mit einer sechsseitigen Vorrede von Cleemann, in der er auf die in der Bibel angeführte Göttliche Weisheit eingeht. Die Weisheit tritt in der Bibel als eine Person auf, von der „viel Bächlein in die Gärte[n]“ fließen sollen. Die Bächlein werden zu großen Strömen und die Ströme werden zum Meer. Durch diese Bibelstelle aus dem Buch Jesus Sirach (Sir 24,30; 24,31) kontextualisiert Cleemann den Titel des Werkes. Zudem nehme das Psalter-Buch in der Verbreitung der Göttlichen Weisheit eine Schlüsselfunktion ein, da die Weisheit darin „mit den Menschen von allerhand Göttlichen Sachen und Geheimnissen redet“. Für Cleemann stellt der Psalter gar den „Kern der gantzen heiligen Schrift“ dar.
Die biblische „Bächlein-Strom“-Metapher durchzieht die gesamte Vorrede wie ein roter Faden. So vergleicht Cleemann die breite Rezeption der Psalmen als „Strom“ und die einzelnen Bearbeitungen bzw. die daraus resultierenden Werke als „Bächlein“. Dabei seien nicht nur die vielfältigen Auslegungen, sondern auch die unterschiedlichen Lieder und Übersetzungen der Psalmen zu beachten. Zunächst erwähnt Cleemann einige Beispiele in Lateinischer Sprache (darunter Eobanus und Buchanan). Anschließend geht er auf deutschsprachige Psalmendichtungen ein. Namentlich angeführt werden: Cornelius Becker, Martin Opitz, Paul Gerhardt und Johann Franck.
Indem Cleemann schreibt, dass das Werk Metzschs ebenfalls aus diesem „Wasser-Strom [...] ein Bächlein leiten woll[te]“, reiht er ihr Werk in die Tradition der Psalmen-Bearbeitung ein.
Dennoch räumt der Herausgeber ein, dass zwar nicht alle „Kunst-Regeln“ der damaligen Dichterkunst befolgt worden seien. Ob Cleemann hierbei auf die Regeln in Opitzs Buch von der Deutschen Poeterey verweist, ist nicht eindeutig. Dies entschuldigt Cleemann mit dem jungen Alter der Autorin. Zudem wird betont, dass Metzsch selbst in der Betitelung ihres Werkes nicht von „vollkommene[n] Verse[n], sondern [von] Deutsche[n] Reime[n]“ gesprochen habe. Im Zuge dieser Verteidigung der Autorin durch den Herausgeber fügt Cleemann zudem an, dass Metzsch die deutsche Bibel nach Luther in ihrem Werk berücksichtigt „und getroffen“ habe.

### Auszug aus dem Werk:Der 23. Psalm
Es ist der Herr mein Hirt / ich kan nicht Mangel leiden /

Auff grün-begraster Au / da pflegt er mich zu weiden /

Er führet mich dahin  / wo frisches Wasser quillt /

Von ihm wird meine Seel erquicket und erfüllt.

Er leitet richtig mich / sein Nahm ist zu erhöhen.

Muß ich zu weilen schon durch finstre Tähler gehen /

Fürcht ich kein Unglück doch / weil ich dich bey mir hab /

Es führt und tröstet mich dein Stecken und dein Stab.

Du hast an deinen Tisch in Gnaden mich geweidet /

Daß ich deßwegen auch von Feinden werd geneidet.

Es muß mit fetten Oel mein Haupt gesalbet seyn /

Du schenckest mir dabey gar voll und reichlich ein.

Es wird das Gute seyn umb mich auff allen Seiten /

Und die Barmhertzigkeit wird immer mich begleiten

Durch meine Lebens-Zeit / und in des Herren Haus /

Da werd in Ewigkeit ich gehen ein und aus.

(Quelle: )
Der imitatio-Lehre des 17. Jahrhunderts entsprechend, kann Metzschs Werk insgesamt als produktive Adaption literarischer Muster verstanden werden.